# Trường Đại học Ngoại thương cơ sở II
Trường Đại học Ngoại Thương cơ sở II (tiếng Anh: Foreign Trade University Ho Chi Minh City Campus, FTU2) là cơ sở đào tạo phía Nam của trường Trường Đại học Ngoại thương tại Hà Nội, đại học chuyên ngành kinh tế đầu ngành tại Việt Nam, thành viên của Bộ Giáo dục và Đào tạo. Cơ sở được thành lập dựa trên nhu cầu đào tạo cán bộ trong lĩnh vực kinh tế và kinh doanh quốc tế của các tỉnh thành phía Nam trong giai đoạn hội nhập kinh tế quốc tế. Được thành lập theo Quyết định số 1485/GD-ĐT ngày 16 tháng 7 năm 1993 của Bộ trưởng Bộ Giáo dục và Đào tạo Việt Nam.

## Lịch sử
Ngày 20/6/1962, theo Quyết định của Thủ tướng Chính phủ, Khoa Quan hệ Quốc tế tách khỏi Trường Đại học Kinh tế - Tài chính để thành lập Trường Cán bộ Ngoại giao - Ngoại thương trực thuộc Bộ Ngoại giao có trụ sở đặt tại làng Láng, tỉnh Hà Đông cũ (nay là phường Láng Thượng, Hà Nội) trên khu đất của Trường Đại học Ngoại thương và Học viện Ngoại giao hiện nay.
Ngày 16/07/1993: Trường Đại học Ngoại thương cơ sở II được thành lập theo Quyết định số 1485/GD-ĐT ngày 16 tháng 7 năm 1993 của Bộ trưởng Bộ Giáo dục và Đào tạo. Cơ sở II bắt đầu hoạt động tại quận Phú Nhuận, tuyển sinh khoảng 300 sinh viên/năm ngành Kinh tế đối ngoại.
Tháng 10 /1993: Cơ sở II chính thức khai giảng khóa đào tạo đầu tiên thuộc hệ tại chức, đánh dấu sự khởi đầu của hoạt động đào tạo tại khu vực phía Nam.
Năm 1985: Trường Đại học Ngoại thương chuyển từ Bộ Ngoại thương sang trực thuộc Bộ Đại học và Trung học Chuyên nghiệp (nay là Bộ Giáo dục và Đào tạo).
Năm 1994: Cơ sở II bắt đầu tuyển sinh và đào tạo hệ Cử nhân chính quy khóa đầu tiên, mở ra một giai đoạn phát triển mới và dần khẳng định vai trò một trung tâm đào tạo uy tín.
Ngày 15/02/1995: Bộ trưởng Bộ Giáo dục và Đào tạo ra Quyết định số 569/TCCB về việc giao nhiệm vụ cho Cơ sở II. Quyết định này chính thức hóa vai trò và chức năng của Cơ sở II như một đơn vị trực thuộc Trường Đại học Ngoại thương, có nhiệm vụ đào tạo và bồi dưỡng cán bộ ở các cấp học trong lĩnh vực kinh tế đối ngoại cho các tỉnh thành phía Nam.
Ngày 01/09/2006: Ban Tổ chức – Hành chính được thành lập theo Quyết định số 11/QĐ-TCHC, ĐH Ngoại thương.
Ngày 16/07/2009: Hiệu trưởng Trường Đại học Ngoại thương ban hành Quyết định số 899/QĐ-ĐHNT-TCCB, đổi tên "Cơ sở II tại TP. Hồ Chí Minh" thành "Cơ sở II Trường Đại học Ngoại thương tại TP. Hồ Chí Minh". Việc thay đổi tên gọi này khẳng định vị thế, vai trò và quy mô ngày càng phát triển của Cơ sở II trong hệ thống giáo dục đại học Việt Nam.

## Cơ sở

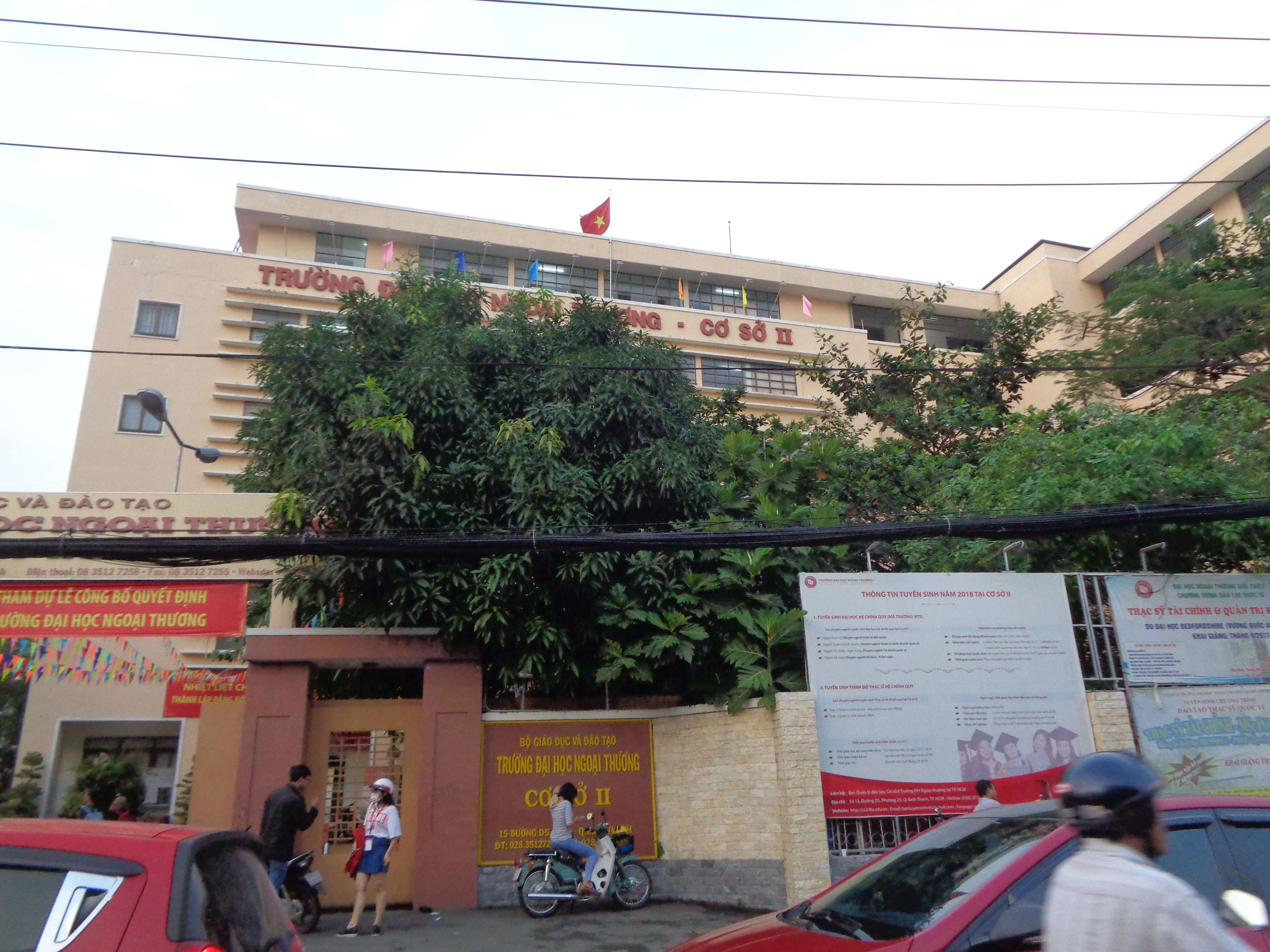
Trường Đại học Ngoại thương cơ sở Thành phố Hồ Chí Minh năm 2018.

Trường có địa chỉ tại số 15, Đường D5, Phường 25, quận Bình Thạnh. Ban đầu do chưa có cơ sở vật chất riêng phục vụ công tác giảng dạy và học tập, Cơ sở II đã thuê cơ sở vật chất của Trường Cao đẳng Kinh tế đối ngoại, sau đó trường dần dần đã có được cơ sở vật chất mới phục vụ giảng dạy và học tập. Với diện tích khuôn viên gần 5.000 m², cơ sở vật chất hiện tại về cơ bản đáp ứng được nhu cầu của việc dạy và học trong thời điểm hiện nay. Nhiều phòng học và phòng chức năng khác được trang bị các thiết bị giảng dạy hiện đại. Trong khuôn viên Cơ sở II, hai sảnh A và B là khu vực giảng dạy chính thức cũng như chủ yếu của trường, đồng thời là trụ sở ban giám hiệu cùng các khoa, phòng ban quản lý. Bên cạnh đó là phân viện VJCC cơ sở Thành phố Hồ Chí Minh, đều được hỗ sợ xây dựng bởi nguồn vốn từ Chính phủ Nhật Bản như viện ở trụ sở Hà Nội.

## Tuyển sinh
Trình độ đại học:
- Ngành Kinh tế: chuyên ngành kinh tế đối ngoại.
- Ngành Tài chính – Ngân hàng: chuyên ngành tài chính quốc tế.
- Ngành Quản trị kinh doanh: chuyên ngành Quản trị kinh doanh quốc tế.
- Ngành Kế toán: chuyên ngành kế toán – kiểm toán.

Trình độ thạc sĩ:
- Thạc sĩ Quản trị kinh doanh.
- Thạc sĩ Quản trị kinh doanh – điều hành cao cấp (eMBA).

Trình độ tiến sĩ:
- Tiến sĩ Quản trị kinh doanh.

## Chất lượng đào tạo

### Đội ngũ giảng viên
Tính đến tháng 12 năm 2015, trường có 220 giảng viên. Trong đó có 1 giáo sư, 16 phó giáo sư, 53 tiến sĩ và 150 thạc sĩ.

## Báo cáo công khai tài chính
| STT | Nội dung                                    | Năm 2016      |
| --- | ------------------------------------------- | ------------- |
| 1   | Tổng nguồn thu hợp pháp                     | 315,1 tỉ đồng |
| 2   | Thu ngân sách                               | 11,1 tỉ đồng  |
| 3   | Thu học phí, lệ phí tuyển sinh              | 213,3 tỉ đồng |
| 4   | Thu lao động dịch vụ                        | 3,4 tỉ đồng   |
| 5   | Nguồn thu từ tiền tài trợ và nguồn thu khác | 87,3 tỉ đồng  |

## Cơ cấu tổ chức và đội ngũ cán bộ, giáo viên
Trong thời gian đầu mới thành lập, Cơ sở II chỉ có 02 cán bộ hầu hết các hoạt động đều được chỉ đạo trực tiếp từ Cơ sở I Hà Nội. Điều này gây ra một số bị động nhất định trong việc triển khai công tác. Với quy mô đào tạo ngày càng tăng, Cơ sở II đã nhanh chóng củng cố cơ cấu tổ chức và đội ngũ cán bộ, giáo viên. Hiện tại, Cơ sở II có hơn 100 cán bộ, giáo viên cơ hữu hiện đang công tác tại 11 Ban và 05 Bộ môn.

### Ban
1. Ban Tổ chức - Hành chính;
2. Ban Kế hoạch - Tài chính;
3. Ban Quản lý đào tạo;
4. Ban Công tác chính trị & Sinh viên;
5. Ban Đào tạo quốc tế;
6. Ban Quản trị thiết bị;
7. Ban Quản lý Khoa học & Hợp tác quốc tế;
8. Ban Khảo thí & Đảm bảo chất lượng;
9. Ban Truyền thông & Quan hệ đối ngoại;
10. Ban Thư viện;
11. Ban Công tác Đảng & Đoàn thể.

### Bộ môn
1. Bộ môn Khoa học cơ bản;
2. Bộ môn Kinh doanh & Thương mại quốc tế;
3. Bộ môn Ngoại ngữ;
4. Bộ môn Kinh tế - Luật;
5. Bộ môn Quản trị kinh doanh & Tài chính - Kế toán